# Eugen Hoffmann
Eugen Hoffmann (27. září 1892 Drážďany, Německo – 1. července 1955 tamtéž) byl německý sochař a malíř.

## Život

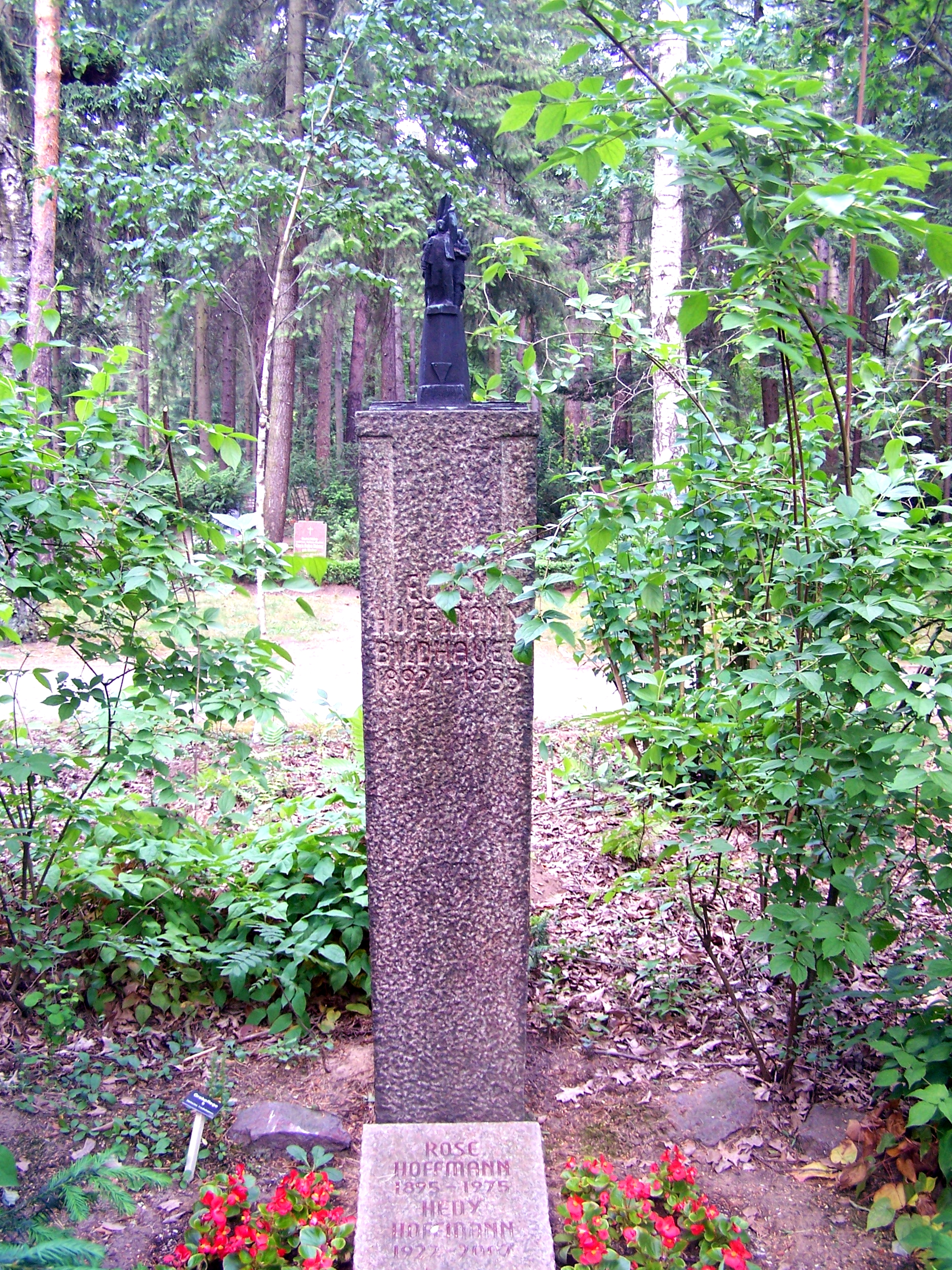
Hoffmanův hrob na drážďanském Heidefriedhofu

V roce 1908 začínal jako učeň v továrně na plkáty, vedle toho navštěvoval večerní kurzy u Carla Radeho na Kunstgewerbeschule Dresden. Po roce 1912 krátce pracoval jako malíř a sochař na volné noze. V roce 1915 nastoupil základní vojenskou službu; během ní byl mj. zajat na Ukrajině. Od roku 1918 studoval na akademii v Drážďanech u Roberta Dieze, od roku 1919 pak jako postgraduální student Karla Albikera. Tou dobou byl ostatními umělci velmi uznáván, i jeden z jeho učitelů si soukromě pořídil jedno z Hoffmanových děl.[zdroj?]
V roce 1920 se stal členem Drážďanské secese 1919, později i Drážďanské secese 1932. Roku 1922 či 1923 vstoupil do Komunistické strany Německa (KPD). V roce 1924 se zúčastnil výstavy Ersten Allgemeinen Deutschen Kunstausstellung v Moskvě a o pět let později spoluzaložil Assoziation revolutionärer bildender Künstler (ASSO), sdružení komunistických umělců. Roku 1933 byl kvůli svým aktivitám pro KPD zadržen. Byl sice zase propuštěn, bylo mu ale zakázáno díla vytvářet, prodávat i vystavovat.
V roce 1938 emigroval s pomocí Oskara Kokoschky přes Česko a Polsko do Anglie, kde se živil jako průmyslový dělník; roce 1946 se vrátil zpět do Drážďan. Rok nato se stal profesorem sochařství na Akademii. Umělci 50. let však jeho styl považovali již za zastaralý a roku 1954 tak s učením na Akademii skončil.
Eugen Hoffman zemřel sám a chudý roku 1955. Pohřben byl na Heidefriedhofu v Drážďanech.